# ليندسي ديفيس
ليندسي ديفيس (بالإنجليزية: Lindsey Davis)‏‏ (21 أغسطس 1949 في برمينغهام - ) كاتِبة، وروائية من المملكة المتحدة.